# Wąsosz (gmina, Basse-Silésie)
Wąsosz est une gmina mixte du powiat de Góra, Basse-Silésie, dans le sud-ouest de la Pologne. Son siège est la ville de Wąsosz, qui se situe environ 17 km au sud-est de Góra et 53 km au nord-ouest de la capitale régionale Wrocław.
La gmina couvre une superficie de 193,59 km2 pour une population de 7 444 habitants.

## Géographie
La gmina est bordée par les gminy de Bojanowo, Gostyń, Krobia, Krzemieniewo, Miejska Górka et Rydzyna.